# Wyciek rejestrów
Wyciek rejestrów – proces przydzielania dużej liczby zmiennych danego programu do małej liczby rejestrów procesora.

## Wprowadzenie
W wielu językach programowania, programista pracuje na abstrakcji alokując wiele zmiennych. Podczas generowania kodu maszynowego, kompilator musi zdecydować, które zmienne umieści w rejestrach. Nie wszystkie zmienne są w użyciu w każdym momencie wykonania programu, dlatego niektóre rejestry mogą być przypisane do więcej niż jednej zmiennej. Jednak dwie zmienne używane w tym samym czasie nie mogą być przypisane do tego samego rejestru. Zmienne, które nie mogą być zapisane w rejestrze, muszą być przechowywane w pamięci RAM.
Alokacja rejestrów może przebiegać podczas:
- analizy bloku bazowego – lokalna alokacja rejestrów
- funkcji lub procedury – globalna alokacja rejestrów
- całego programu – międzyproceduralna alokacja rejestrów

## Algorytmy przydziału rejestrów
Problem przydziału rejestrów można sprowadzić do problemu kolorowania grafu, w którym wierzchołkami są zmienne. Są one połączone krawędzią jeśli w danej chwili t są jednocześnie w użyciu. Kolorami są natomiast numery rejestrów. Jeśli teraz pokolorować taki graf to można z niego odczytać do jakiego rejestrów dana zmienna powinna być przypisana. Ponieważ liczba rejestrów jest stała problem tak naprawdę można sprowadzić do problemu K-kolorowoania grafu.

## Rozlewanie rejestrów(spilling)
Przerzucanie zmiennych do stosu z powodu przewagi liczby zmiennych do liczby rejestrów. Pojawia się on w programach napisanych w języku wysokiego poziomu.
Kompilatory przetwarzają kod źródłowy na kod maszynowy zrozumiały dla procesora. Współczesne kompilatory wykonują optymalizację kodu wynikowego, a głównym kryterium optymalizacji jest szybkość działania skompilowanego programu. Procesory szybciej wykonują operacje na wewnętrznych rejestrach procesora niż na zewnętrznej (dla CPU) pamięci. Dlatego istotne jest, aby zmienne używane w programie były przechowywane w rejestrach. Procesory dają do dyspozycji oprogramowania określoną liczbę rejestrów, a w wielu procesorach (w technologii CISC) jest jeden wyróżniony rejestr, w którym umieszcza się wyniki działań; pozostałe mają różne przeznaczenia. W wielu architekturach procesorów liczba rejestrów jest niewielka i mniejsza niż zmiennych lokalnych używanych w typowych programach, dlatego konieczne staje się przerzucanie zmiennych pomiędzy rejestrami a pamięcią na czas, gdy zmienne nie są chwilowo potrzebne.
Obecnie większość oprogramowania pisana jest w językach wysokiego poziomu, z użyciem bardzo dużej ilości danych, programista zazwyczaj nie ma wpływu na optymalizację użycia rejestrów. Zakłada się, że optymalizacja kodu dokonywana przez kompilator jest dobra, szybkość procesora i jego wewnętrzna architektura, szczególnie pamięć podręczna, rekompensują tę niepożądaną sytuację. Jednak zjawisko to jest nadal istotne tam, gdzie wydajność działania aplikacji jest najważniejszym kryterium – w systemach czasu rzeczywistego i wbudowanych, w których montuje się procesory o niewielkiej wydajności. Wówczas oprogramowanie często tworzone jest w asemblerze, a programista, który dobrze zna architekturę i sposób działania procesora, może tworzyć algorytmy tak, by zjawisko wycieku rejestrów minimalizować.
W związku z problemami związanymi z optymalizacją pracy procesorów postanowiono zmienić koncepcję działania mikroprocesora, konstruując je w technologii RISC (np. PowerPC). Procesory te mają dużą liczbę rejestrów, wyniki obliczeń można umieszczać w każdym z rejestrów, uproszczono tryby adresowania pamięci, rozkazy mają określony format (np. wielokrotność 2 lub 4 bajtów). Struktura taka ułatwia optymalizację kodu dokonywaną przez kompilator.